# نارافاس
نارافاس قائد أمازيغي نوميدي في حرب المرتزقة أو ما يسمى بالحرب الليبية خلال عهد الحروب البونيقية. نارافاس هو الشكل البونيقي لناربل أو نعربعل.

## التحالف مع حملقار برقا
خلال الحروب البونيقية، انضم نارافاس إلى جيش سبينديوس. خلال فترة حرجة، حول ولاءه إلى حملقار برقا. في سنة 239 قبل الميلاد، وصل إلى معسكر حملقار مع 2000 فارس نوميدي. هذا ربما ما أنقذ جيش حملقار برقا من الدمار. قواته صدت وهزمت مرتزقة ماتوس (قائد الليبيين)، في معركة نهر باغرداس. بعد المعركة، أخذ نارافاس مدينة أوتيك.

## العائلة
تزوج نارافاس من الابنة الثالثة لحملقار برقا. على الرغم من أن اسمها غير معروف، جوستاف فلوبير سماها باسم سالامبو في روايته 1862 م.